# Stauteich III
Der Stauteich III  im Osten von Bielefeld-Mitte ist der östlichste von drei Stauteichen entlang des Luttergrünzugs. Das kleine Stillgewässer entstand in den 1920er bis 1930er Jahren durch Anstauen des Lutterbachs.

## Geographie und Einordnung
Der länglich geformte Stauteich ist 450 × 43 m groß und hat eine Fläche von etwa 1,9 Hektar. Er liegt auf einer Höhe von 89 m über dem Meeresspiegel.
Als Brutvögel findet man Stockenten und Blässhuhn, Gastvögel sind Graureiher, Höckerschwan und Kanadagans. Im Sommer 2010 führten sauerstoffarmes Wasser, nährstoffreicher Schlamm, zu viele Vögel und zu starkes Füttern zu einem schweren Entensterben.